# Bashkim Fehmiu
Bashkim Fehmiu (1930, Đakovica, Království Jugoslávie – 29. dubna 2008, Priština) byl kosovsko-albánský architekt.
Fehmiu byl původem ze známé prizrenské rodiny, jeho bratr byl herec a otec intelektuál. Bashkim Fehmiu byl mezi prvními kosovskoalbánskými architekty, kteří vystudovali na Bělehradské univerzitě architekturu. Svá studia zde dokončil v roce 1958. Ještě na škole navrhl v duchu tehdy populárního bruselského stylu několik projektů, které zamýšlel pro metropoli Kosova, Prištinu, jednalo se např. o projekt moderní nemocnice, nebo dramatického divadla.
V roce 1962 inicioval Fehmiu vznik kanceláře pro územní plánování v Prištině. Územní plán města, který vznikl v roce 1953, byl vypracován v Bělehradě a v Kosovu tehdy chyběli odborníci, kteří by se mohli danou věcí zabývat. Fehmiova kancelář se zabývala rozvojem prostoru jižně od středu města, kde byla později vybudována panelová sídliště (např. Ulpiana nebo Dardania). V roce 1971 Fehmiu připravil projekt univerzitního centra. V téže době se také podílel na projektu Grand Hotelu Prishtina, pětihvězdičkového rozlehlého hotelu v centru Prištiny.
Po založení Prištinské univerzity na ní působil jako profesor. V roce 1991 odešel do penze.
V současné době nese jedna z ulic v Prištině jeho jméno.